# Сирдар'я (Отирарський район)
Си́рдар'я (каз. Сырдария) — село у складі Отирарського району Туркестанської області Казахстану. Входить до складу Караконирського сільського округу.
Населення — 323 особи (2021; 342 у 2009, 319 у 1999, 390 у 1989).